# Solfuro ferroso

Il solfuro ferroso è il sale di ferro(II) dell'acido solfidrico.
A temperatura ambiente si presenta come un solido grigio-nero, quasi inodore.
Si ottiene principalmente facendo reagire direttamente il ferro (limatura di ferro) con lo zolfo previo riscaldamento.
È un esempio didattico di come due elementi reagiscono formando un composto di differenti caratteristiche chimico/fisiche rispetto ai reagenti di partenza.
Viene spesso utilizzato in laboratori scolastici per dimostrare varie proprietà delle reazioni chimiche:
- Cambiamenti delle proprietà fisico-chimiche di una sostanza: le limature di ferro mostrano fenomeni di ferromagnetismo e il solfuro di ferro no.
- Caratteristiche termiche delle reazioni: questa reazione è esotermica poiché una volta superata la barriera dell'energia di attivazione, la reazione libera una quantità di calore non trascurabile.

La reazione di 5,6 grammi di ferro richiede 3,2 grammi di zolfo.
Per trattamento con acidi forti, quali solitamente l'acido cloridrico, viene usato in laboratorio per la produzione di acido solfidrico. Quest'ultimo è usato nell'analisi qualitativa inorganica per la determinazione degli elementi del secondo gruppo analitico, di cui precipita i relativi solfuri insolubili.
Viene utilizzato per creare un ambiente specifico in alcune prove di corrosione (tarnishing) ad alte temperature su elementi metallici. Ciò in quanto lo zolfo, se presente sotto forma di solfuro ferroso, forma con il ferro un eutettico che fonde ad una temperatura di circa 1000 °C.
Nelle lavorazioni a caldo degli acciai (laminazione, forgiatura, trafilatura) la formazione anche in quantità minime di questo liquido eutettico è fortemente nociva in quanto, formandosi preferenzialmente ai bordi dei grani, provoca una corrosione intergranulare, una perdita di coesione e lo slittamento degli stessi grani: si ha quindi una pericolosa fragilità a caldo.